# 13-й стрелковый корпус (РККА)
13-й стрелковый корпус (13-й ск) — воинское соединение Вооружённых Сил СССР.

## История
12 октября 1922 г. командующий войсками Туркестанского фронта издал приказ № 345 о формировании 13 стрелкового корпуса из частей расположенных на территории Бухарской народной республики и Самаркандской области. Управление находилось в г. Новая Бухара. Корпусом руководил Реввоенсовет,.
12 октября 1922 г. командующий войсками Туркестанского фронта издал приказ № 1436/575, по которому штаб упраздняемой Бухарской группы войск обращался на формирование управления 13 ск..
В апреле-мае 1923 г. Реввоенсовету корпуса были подчинены части Бухарской Красной армии.
С июня 1926 по сентябрь 1927 находился в составе войск Среднеазиатского военного округа .
С сентября 1927 по июнь 1935 года находился в составе войск Приволжского военного округа.
В июле 1935 г. расформирован. На базе управления корпуса было сформировано управление вновь созданного Уральского военного округа.
Дислокация управления:
- г. Новая Бухара (октябрь 1922 — октябрь 1926)[1][4].
- г. Самарканд (октябрь 1926 — сентябрь 1927)[1][4].
- г. Казань[1][4].
- г. Свердловск (с 1931)[1][4].

## Боевая деятельность
Осенью 1922 г. части 13 ск разгромили несколько басмаческих группировок. Была сорвана попытка Ибрагим-бека объединиться с Данияр-беком. В октябре 1922 г. Ибрагим-беку было нанесено несколько ощутимых ударов, но он в очередной раз сумел укрыться в горах. Некоторые присоединились к Фузайлу Максуму, другие ушли в Ферганскую долину. 

### Ликвидация Матчинского бекства (1923)
«Для проведения операции из состава 13-го стрелкового корпуса был сформирован специальный отряд, который возглавил С. М. Шевцов. Вместе с подразделениями Красной Армии действовали отряды добровольцев, прибывшие из районов Пенджикента, Ура-Тюбе и других мест. Операция началась 18 марта 1923 г. Басмачи оказывали ожесточенное сопротивление. Они жгли мосты через ущелья и реки, разрушали дороги. 2 апреля был освобожден кишлак Обурдон, где располагался дворец бека. Матчинское басмачество перестало существовать. Лишь незначительным группам басмачей удалось пробиться через горные перевалы».
Ликвидация Каратегинского бекства (1923)
Летом 1923 года командование 13-го стрелкового корпуса приступило к ликвидации третьего очага басмачества, действовавшего на территории Каратегина и Дарваза. Здесь главную опасность представляли басмачи каратегинского бека Фузайл Максума, засевшие в столице Каратегина — городе Гарм. Красная Армия быстро преодолела горные перевалы. 29 августа 1923 г. в ходе короткого боя Гарм был освобожден. Фузайл Максум бежал в Афганистан.

### Борьба с басмачами Ибрагим-бека
В сентябре 1923 г. Ибрагим-бек вновь попытался поднять население Локая против Советской власти.  В качестве своей ближайшей цели он наметил захват кишлака Нарын. Двое суток гарнизон кишлака оборонялся против превосходящих сил противника. На третьи сутки, 23 сентября, на помощь пришёл отряд красноармейцев, который разблокировал окружённый кишлак. В последних числах декабря 1923 г. и в начале 1924 г. Ибрагим-бек предпринял новую попытку объединить басмачей всей Восточной Бухары, прежде всего Гиссара и Локая. Для их ликвидации были сформированы два специальных отряда и сводный бухарский пограничный отряд. При активном участии местного населения к концу января 1924 г. большинство мелких групп было разбито. 11 февраля 1924 г. сводные отряды нанесли Ибрагим-беку еще один удар. Басмачи потеряли в этом бою 80 человек.
Летом 1924 г. были разбиты силы басмачей в Кулябском вилояте.

## Подчинение
- Туркестанский фронт (окт. 1922 — июнь 1926)[1][4].
- Среднеазиатский военный округ (июнь 1926 -сент. 1927)[1][4].
- Приволжский военный округ (сент. 1927 — июнь 1935)[1][4].
- Уральский военный округ (июль 1935)[1][4].

## Состав корпуса

### На 1922
3-я Туркестанская стрелковая дивизия
11-я кавалерийская дивизия
1-я Отдельная Туркестанская кавалерийская бригада (комбриг Я.А.Мелькумов)
Отдельная Узбекская кавалерийская бригада
8-я кавалерийская бригада

### На 1927—1935
1-я Казанская стрелковая дивизия в составе 1, 2, 3 стрелковых полков, 1-го артполка, Лаишевского кавдивизиона. Командир дивизии Я.Д.Чанышев (с 1926 по 1932).

## Награды
В феврале 1925 г.  на I Всеузбекском съезде Советов  командованию (комкор Федько) 13-го стрелкового корпуса, оперировавшему против басмачей, вручили  знамя Коммунистической партии Великобритании.

## Командование

### Командиры
- Павлов Павел Андреевич, комкор 13 (лето 1922)
- октябрь 1922 — май 1923: Лисовский, Николай Васильевич
- 1923: (ВРИД) Тодорский, Александр Иванович
- 25.04.1924 — 13.11.1925: Федько, Иван Федорович
- ноябрь 1925 — июль 1930: Лепин, Эдуард Давыдович
- 07.1930 — февраль 1932: Примаков, Виталий Маркович
- август 1932 — январь 1934: Урицкий, Семен Петрович
- февраль 1934—1935: Сазонтов, Андрей Яковлевич

### Военные комиссары, помощники по политической части
- сентябрь 1922—1923: Исаев, Михаил Михайлович
- май 1929—1935: Плау, Даниэль Даниэлевич

### Начальники штаба
- декабрь 1923 — июнь 1926: Померанцев, Федор Алексеевич
- август 1926 — май 1930: Гравин, Николай Михайлович
- май 1930 — ноябрь 1932: Кошелев, Алексей Александрович
- ноябрь 1932 — январь 1935: Мордвинов, Василий Константинович

### Начальники Особого отдела ГПУ
- 1922  — март 1925: Путовский, Чеслав Антонович
- март 1925 — 1926: Садуллаев, Муллоджан

## В корпусе служили
- Борисов Михаил Дмитриевич —  В 1921-1927 гг.  служил на разных должностях.  Впоследствии, советский военачальник, генерал-майор (1942),
- Дьяконов, Владимир Григорьевич —  В феврале-сентябре 1923 г. служил помощником начальника артиллерии 13-го стрелкового корпуса. Впоследствии, советский военный деятель, генерал-майор артиллерии (1940).